# Partit Nacionalista Català
El Partit Nacionalista Català fou un partit polític creat el març de 1932, amb l'objectiu de cercar una via d'intervenció política i electoral dins el separatisme –l'independentisme d'aquell moment–, contrari fins aleshores a tota participació en el joc polític convencional.
Sorgí, fonamentalment, del procés de confluència de Palestra, els anomenats "Elements d'Estat Català" –militants procedents d'Estat Català, crítics amb la decisió de Francesc Macià de crear Esquerra Republicana de Catalunya–, i per d'altres procedents de Nosaltres Sols! –la formació de Daniel Cardona i Civit que, finalment, es deslligà del procés l'estiu de 1932 per no voler renunciar al seu apoliticisme–, i alguns independents com l'antic diputat de la diputació de Barcelona Manuel Massó i Llorens.
Participà de les primeres eleccions al Parlament de Catalunya el 20 de novembre de 1932, amb una candidatura per minories per Barcelona, encapçalada pel jurista Francesc de Paula Maspons i Anglasell, qui, tot i defensar posicions no separatistes, havia mantingut una posició especialment crítica amb la discussió i retall de l'Estatut aprovat en referèndum pel poble català el 2 d'agost de 1931, a través de les pàgines d'una publicació periòdica per ell dirigida amb el nom de Claris.
Malgrat l'obtenció de més de 6.000 vots, la no entrada al parlament condicionà el seu desenvolupament polític posterior. Després d'un procés de fortes discussions internes que portaran a l'abandó de la formació d'alguns dels seus iniciadors, com el conegut sastre Josep Casals i Freixes, i a la congelació dels seus estatuts interns durant un any, sota la direcció de Joan B. Muntada i Macau i d'Antoni Mur i Ubiergo, a partir de 1934 participà amb altres formacions separatistes en la preparació dels fets del sis d'octubre de 1934, arran de la qual serien clausurats els seus estatges. A les eleccions municipals de gener 1934 presentà novament candidatura per Barcelona, i, de manera innovadora en la història de l'independentisme català, també per la ciutat de Tarragona, amb uns resultats prou minsos. Finalment, el juny de 1936, junt a Nosaltres Sols!, decidí dissoldre's per entrar a formar part de les històriques sigles separatistes d'Estat Català, el qual acabava de trencar amb ERC poques setmanes abans, si bé alguns dirigents maldaran encara per mantenir les sigles de la formació sense reeixir.
El PNC, que reivindicava en els seus escrits el dret de Catalunya a figurar per si mateixa al costat d'altres pobles lliures dins el marc de convivència internacional de les democràcies occidentals, tingué com a portaveu imprès La Nació Catalana i els seus principals dirigents foren, entre d'altres, Ramon Arrufat i Arrufat, Josep Maria Xammar i Sala, Josep de Calassanç Serra i Ràfols, Francesc Maria Masferrer i Vernis i els ja esmentats Josep Casals i Freixes, Joan B. Muntada i Macau i Antoni Mur i Ubiergo.
Arran de l'anomenada transició política, alguns dels vells dirigents com Joan B. Muntada i Macau i Daniel López i Bribian intentaran recuperar encara sense èxit les sigles d'aquesta formació.